# Arturo Tanaquin
Arturo Tanaquin (ur. 20 stycznia 1941) – filipiński zapaśnik walczący w stylu wolnym. Olimpijczyk z Monachium 1972, gdzie zajął 26. miejsce w wadze koguciej
Szósty na igrzyskach azjatyckich w 1974 roku.

## Letnie Igrzyska Olimpijskie 1972
| Konkurencja      | Rundy eliminacyjne    | Rundy eliminacyjne  | Klas. końcowa |
| Konkurencja      | Przeciwnik I          | Przeciwnik II       | Miejsce       |
| ---------------- | --------------------- | ------------------- | ------------- |
| 57 kg styl wolny | László Klinga (HUN) P | Iwan Szawow (BUL) P | 26.           |